# Вадас, Ласло
Ласло Вадас (венг. Vadász László; 27 января 1948, Кишкунфеледьхаза — 3 января 2005) — венгерский шахматист; гроссмейстер (1976). В чемпионате Венгрии (1976) — 3—4-е место. В составе команды Венгрии — чемпион XXIII Всемирной шахматной олимпиады (1978). Лучшие результаты в международных турнирах: Врнячка-Баня (1975) — 1—3-е; Будапешт (1976) — 1—2-е; Суботица (1978) — 1-е; Киль (турнир памяти Земиша, 1979) — 1-е места.

## Изменения рейтинга
| Графики недоступны из-за технических проблем. См. информацию на Фабрикаторе и на mediawiki.org. |